# Västra Marks landskommun
Västra Marks landskommun var en tidigare kommun i dåvarande Älvsborgs län.

## Administrativ historik
Kommunen inrättades vid kommunreformen 1952 genom sammanläggning av de tidigare kommunerna Berghem, Fotskäl, Hajom, Surteby-Kattunga samt Tostared.
Den fick sitt namn efter läget i västra delen av Marks härad.
1971 gick dess område upp i nybildade Marks kommun.
Kommunkoden var 1542.

### Kyrklig tillhörighet
I kyrkligt hänseende tillhörde kommunen församlingarna Berghem, Fotskäl, Hajom, Surteby-Kattunga och Tostared. År 2011 lades dessa församlingar samman till Västra Marks församling.

## Geografi
Västra Marks landskommun omfattade den 1 januari 1952 en areal av 196,87 km², varav 183,34 km² land.

### Tätorter i kommunen 1960
I Västra Marks landskommun fanns tätorten Björketorp, som hade 330 invånare den 1 november 1960. Tätortsgraden i kommunen var då 9,6 procent.

## Politik

### Mandatfördelning i valen 1950-1966
| 9 | 13 | 2 | 11 |

| 33 |

| 9 | 3 | 11 | 2 | 10 |

| 32 |

| 8 | 14 | 3 | 10 |

| 32 |

| 10 | 14 | 2 | 9 |

| 31 |

| 8 | 15 | 2 | 10 |

| 32 |